# Cyphostemma perforatum
Cyphostemma perforatum là một loài thực vật hai lá mầm trong họ Nho. Loài này được (Louis ex Dewit) Desc. miêu tả khoa học đầu tiên năm 1967.